# Tōrei Enji

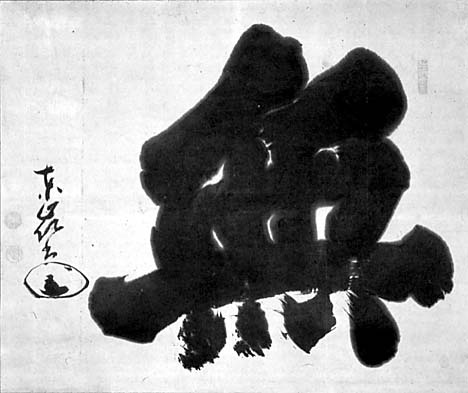
Kaligrafia "Mu"

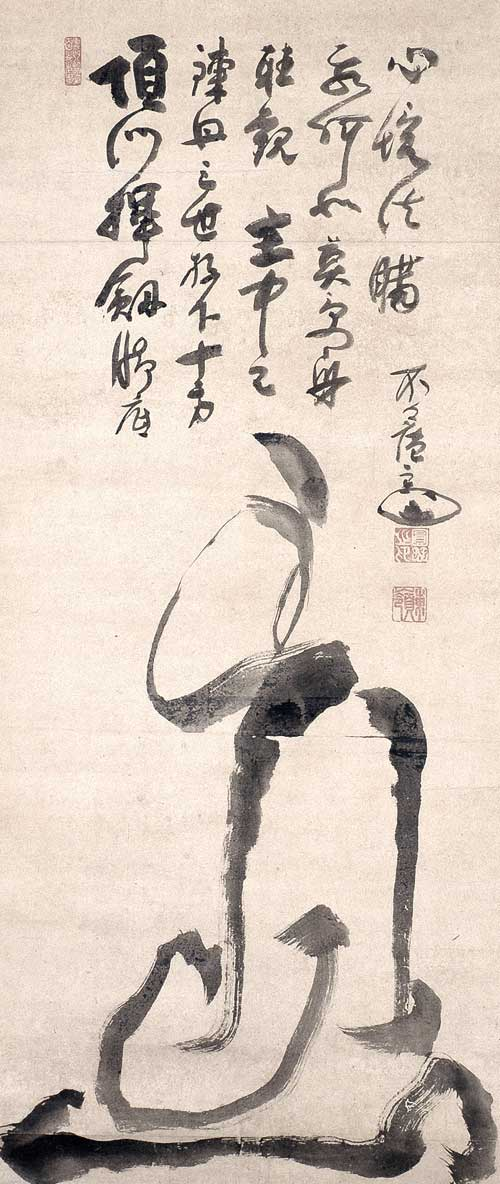
Kaligrafia i portret Hakuina

Tōrei Enji (ur. 1721, zm. 1792; jap. 東嶺圓慈) – japoński mistrz zen szkoły rinzai, uczeń Hakuina Ekaku, malarz i kaligraf.

## Życiorys
Urodził się w Kazaki w rejonie Shiga. Gdy miał 5 lat jego dom odwiedził szanowany mistrz zen Kogetsu Zenzai. Jego wizyta tak wpłynęła na chłopca, że postanowił zostać mnichem. Po krótkim oporze ze strony rodziców w wieku 9 lat został wysłany do lokalnego klasztoru w celach edukacyjnych. W wieku 17 lat udał się Daikō-ji, w którym został zaordynowany jako mnich buddyjski przez bardzo aktywnego i znanego mu mistrza zen Kogetsu Zenzaia (1667-1751). Pod kierunkiem Kogetsu Tōrei osiągnął swoje pierwsze kenshō (chiń. trad. 見性; pinyin jiànxìng). Nie został jednak jego uczniem.
Po tym doświadczeniu wyruszył w pielgrzymkę po klasztorach japońskich, nie pozostając dłużej w żadnym z nich. W 1743 roku Kogetsu zasugerował mu wędrówkę do Shōin-ji, gdzie przebywał Hakuin Ekaku. Do spotkania z Hakuinem Tōrei miał mocne przekonanie o głębi i prawdziwości jego doświadczenia, ale gdy spotkał mistrza twarzą w twarz, nie był w stanie nawet otworzyć ust. Poprosił więc Hakuina o nauki. Hakuin wyznaczył mu zadanie: "Gdyby w tej chwili powstał demon, aby wrzucić cię do piekła, jak byś się uwolnił?" Tōrei nie znalazł odpowiedzi, więc został uczniem mistrza i rozpoczął praktykę zazen (chiń. 坐禪zuòchán). Za każdym razem, gdy przychodził do mistrza, otrzymywał pytanie, czy znalazł drogę uwolnienia się od demona, jednak przez długi czas nie był w stanie rozwiązać problemu. Po jakimś czasie dał odpowiedź satysfakcjonującą Hakuina, jednak mistrz ostrzegł go, iż jeszcze jest sporo miejsca na dalszy rozwój.
Tōrei przebywał u Hakuina do chwili, gdy otrzymał wiadomość z domu o chorobie matki. Opiekował się nią do samej śmierci, przez dwa lata. Potem nie powrócił do Hakuina, tylko udał się do małej pustelni w Kioto, w której podjął bardzo rygorystyczny i ascetyczny trening, który zakończył się głębokim doświadczeniem urzeczywistnienia. Skutkiem praktyki w mroźnych warunkach było zachorowanie na gruźlicę. Postanowił przed śmiercią odwdzięczyć się swojemu nauczycielowi i napisał tekst Shūmon mujintō ron (Traktat o niewyczerpanej lampie zen), który był wprowadzeniem do nauk Hakuina. Podczas pracy nad tym tekstem jego zdrowie poprawiło się i Tōrei nie wiedział, co zrobić z rękopisem. Wysłał kopię Hakuinowi wyjaśniając, że chciał coś po sobie zostawić. Hakuin odpisał, iż praca ta będzie znakomitym wstępem do praktyki dla przyszłych pokoleń.
Ponieważ jego zdrowie zdecydowanie się poprawiło, Tōrei udał się do Hara-juku, gdzie przebywał Hakuin. Mistrz przyjął go bardzo serdecznie i po jakimś czasie uczynił go jednym ze swoich spadkobierców. W 1759 roku wyznaczył go opatem zapuszczonego klasztoru Ryūtaku w pobliżu Mishimy w rejonie Shizuoki. Tōrei przebywał w tym klasztorze przez około 20 lat. Odnowił klasztorne budynki i napisał szereg prac o historii zenu Hakuina. Wkrótce klasztor stał się ulubionym miejscem wykładów Hakuina. Mistrz Hakuin zmarł w roku 1768.
Pod koniec swojego życia Tōrei powrócił do małej świątyni w swoim rodzinnym mieście.
Mistrz zen Tōrej Enji zmarł w 1792 roku.

## Prace literackie
- Shūmon mujintō ron (Traktat o niewyczerpanej lampie zen)[b]

## Linia przekazu Dharmy zen
Pierwsza liczba oznacza liczbę pokoleń od Pierwszego Patriarchy chan w Indiach Mahakaśjapy.
Druga liczba oznacza liczbę pokoleń od Pierwszego Patriarchy chan w Chinach Bodhidharmy.
Trzecia liczba oznacza początek nowej linii przekazu w innym kraju.
- 52/25. Songyuan Chongyue (1139-1209)
  - 53/26. Wuming Huixin (bd)
    - 54/27. Lanxi Daolong (1213-1278)

  - 53/26. Yun’an Puyan (1156-1226)
    - 54/27. Xutang Zhiyu (1185-1269)
      - 55/28/1. Nampo Jōmyō (1235-1309) (także Shōmyō; Daiō Kokushi) Japonia. Szkoła rinzai.
        - 56/29/2. Hōō Soichi (1274-1357)
          - 57/30. Daichū Sōshin (bd)
            - 58/31. Gettan Sōkō (1326-1389)

        - 56/29. Shūhō Myōchō (1282-1338) (także Daitō Kokushi)
          - 57/30. Tettō Gikō (1295-1369)
          - 57/30. Kanzan Egen (także Muso Daishi) (1277-1360)
            - 58/31. Juō Sōhitsu (1296-1380)
              - 59/32. Muin Sōin (1326-1410)
                - 60/33. Nippo Soshun? (1368-1448) niepewny
                  - 61/34. Sekkō Sōshin (także Tozen) (1408-1486)
                    - 62/35. Tokūho Zenketsu (1419-1506)
                      - 63/36.
                        - 64/37.
                          - 65/38. Daigu Sōchiku (1584-1669)
                          - 65/38. Ungo Kiyō (1583-1659)

                    - 62/35. Tōyō Eichō (1429-1504)
                      - 63/36. Yozan Keiyo (bd)
                        - 64/37. Gudō Tōshoku (1579-1676)
                          - 65/38. Kengan Zen’etsu (1623-1701)
                            - 66/39. Kogetsu Zenzai (1667-1751)
                              - 67/40. Gessen Zenne (1702-1781)
                                - 68/41. Gibon Sengai (1750-1837)

                          - 65/38. Isshi Monju (1608-1646)
                          - 65/38. Shidō Munan (Bunan) (1603-1676)
                            - 66/39. Dōkyō Etan (także Shōju Rojin) (1642-1721)
                              - 67/40. Hakuin Ekaku (1685-1768)
                                - 68/41/14. Satsu świecka spadkobierczyni Dharmy
                                - 68/41/14. Tōrei Enji (1721-1792)
                                  - 69/42/15. Daikan Monju (1766-1842)

                                - 68/41/14. Gasan Jitō (1726-1797)
                                  - 69/42/15. Takujū Kosen także Daido Enkan (1760-1833)
                                    - 70/43/16. Sozan Genkyō także Jinki Myoyo (1798-1866)
                                      - 71/44/17. Kasan Zenryo (1824-1893)
                                        - 72/45/18. Sōhan Gempō także Sohan Genho (1848-1922)
                                          - 73/46/19. (Yamamoto) Gempō Giyū (1869-1861)
                                            - 74/47/20. (Nakagawa) Sōen Genju (1907-1984) USA – szkoła ameryk. rinzai
                                              - 75/48/21. Suzuki Sochu (1921-1 stycznia 1990)
                                              - 75/48/21. Maurine Myoon Freedgood (3 marca 1922-26 lutego 1990)
                                              - 75/48/21. Shimano Eidō Tai (ur. 1932)

                                      - 71/44/17. Razan Gemma (1815-1867)
                                        - 72/45/18. Nan’in Zengu (1834-1904)

                                    - 70/43/16. Myōki Sōseki (1774-1848)
                                      - 71/44/17. Karyō Zuika (1790-1859)
                                        - 72/45/18. Tankai Genshō (1811-1898)
                                          - 73/46/19. Dokutan Sōsan (1840-1917)
                                            - 74/47/20. Nanshinken Mukai Koryō (1864-1935)
                                              - 75/48/21. Nakamura Kyōsan Taiyū (1886-1954)
                                                - 76/49/22. Miura Isshū Jitō (1903-1978) nie zostawił spadkobiercy Dharmy